# Suitbertus-Stiftsplatz 3

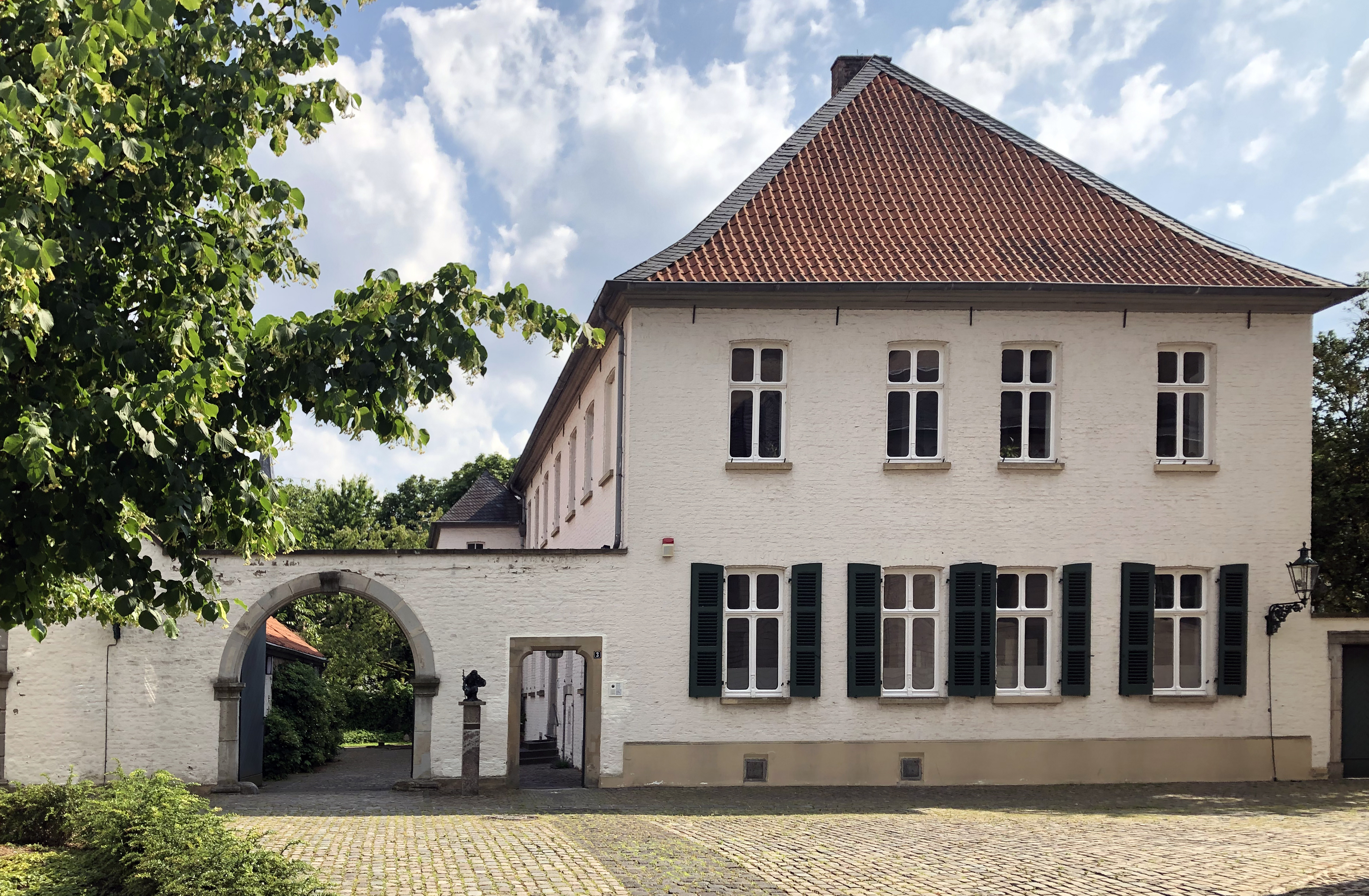
Haus Suitbertus-Stiftsplatz 3

Das Haus Suitbertus-Stiftsplatz 3 in Kaiserswerth, einem Stadtteil von Düsseldorf, wurde 1706 errichtet. Das Gebäude hinter der Kirche St. Suitbertus ist ein geschütztes Baudenkmal.

## Beschreibung
Das zweigeschossige Walmdachhaus mit vier Achsen ist das größte der ehemaligen Kanonikerhäuser am Stiftsplatz und das einzige, das nach allen Seiten freisteht. Es wird heute als Pfarrhaus genutzt. Über dem Eingang, den man durch eine Toreinfahrt erreicht, ist das Wappen des Erbauers und eine lateinische Inschrift zu sehen, die in Übersetzung wie folgt lautet: Die Brüder Anton und Heinrich Norff, Propst und Dekan dieser Kirche, haben dieses Haus erbaut. Das lateinische Chronogramm ergibt die Jahreszahl 1706. 
Im Inneren sind auf beiden Stockwerken die Kölner Decken vorhanden. Die Geländer der Holztreppe sind mit geschnitzten Akanthusranken verziert. 

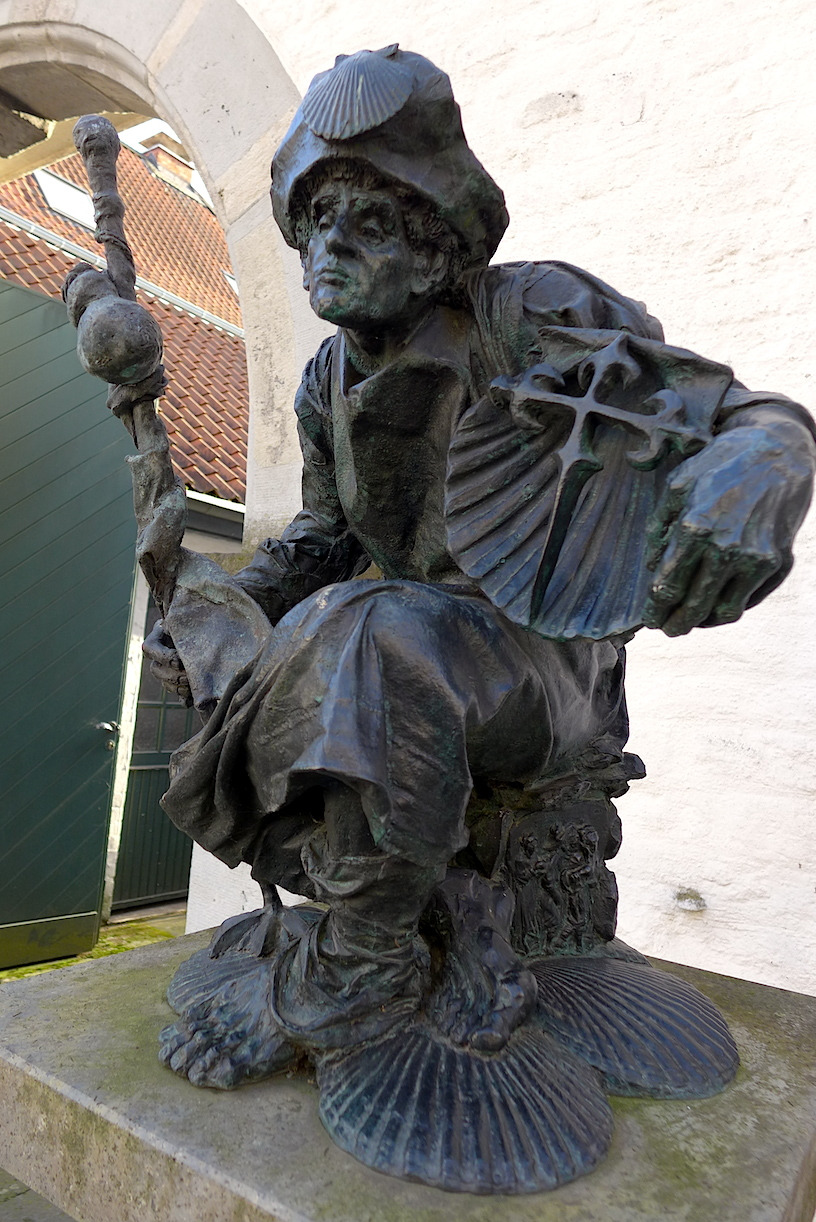

Vor dem Pfarrhaus steht seit 2003 eine Jakobusfigur von Bert Gerresheim.